# Hauptpost Essen

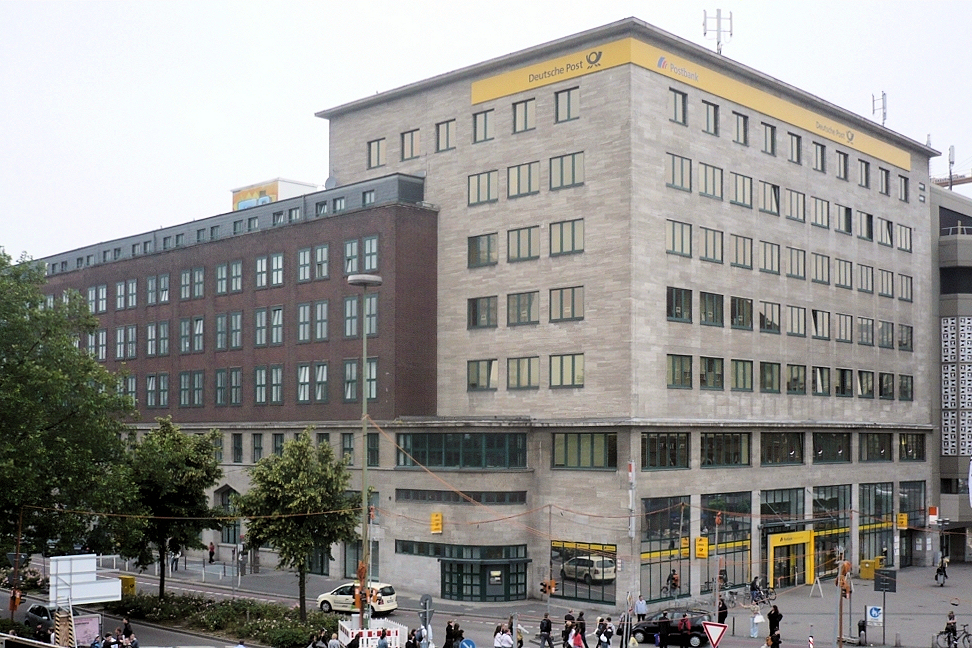
Gebäude der Hauptpost in Essen

Das denkmalgeschützte Gebäude der Hauptpost Essen befindet sich im Essener Stadtkern an der Hachestraße, Ecke Willy-Brandt-Platz gegenüber von Hotel Handelshof und Hauptbahnhof.

## Geschichte

### Hauptpost am Burgplatz (bis 1902)

Altes Hauptpostamt am Burgplatz

Das alte Hauptpostamt Essen befand sich bis zur Eröffnung des neuen Gebäudes am Hauptbahnhof 1903 am Burgplatz 1 und 2, dort, wo heute die Lichtburg steht. Dazu gab es das Amt 2 am Limbecker Platz 3 und das Amt 3 an der Schützenbahn 56.

Das alte Hauptpostgebäude im Stil des Klassizismus war ursprünglich ein Haus des Stiftes Essen, das auch die Namen Der Rittberger Hof und Das Löwenhaus trug. In den Jahren 1821 bis 1862 befand sich darin das Königliche Bergamt, wobei sein Leiter, der Oberbergrat Heintzmann, im ersten Obergeschoss wohnte. Danach zogen die Post und das Telegraphenamt hier ein. Bald erwiesen sich die Räumlichkeiten als unzureichend, so dass Räume des östlich benachbarten Schulgebäudes mitgenutzt wurden. Der Telefonbetrieb zog vorab im Herbst 1901 in ein provisorisches Gebäude im Hof des gerade sich im Bau befindlichen, neuen Postgebäudes an der Märkischen Straße am Hauptbahnhof, heute Hachestraße. 1903 folgte der gesamte postalische Betrieb und bezog den dortigen Neubau. Nach Umbau 1904 siedelte sich das Städtische Museum in der ersten Etage des ehemaligen Postgebäudes am Burgplatz an, bis das Haus dem Neubau des 1928 eröffneten Kinos Lichtburg an dieser Stelle weichen musste.

### Gebäude am Hauptbahnhof (1903–1932)

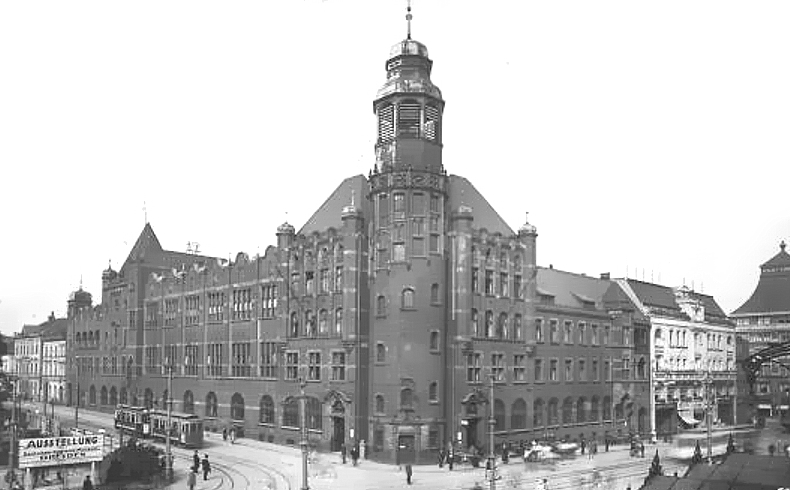
Vorgängerbau (1903–1932)

Das erste Postamt an heutiger Stelle, einem ehemaligen Grundstück der Industriellen- und Patrizierfamilie Waldthausen – an der Ecke Kettwiger Straße / Märkische Straße gegenüber dem Essener Hauptbahnhof, heute Hachestraße – war in den Jahren 1900 bis 1903 in neugotischem Stil mit Eckturm errichtet worden. Neben dem Postbetrieb kamen hier auch die Telegraphen- und Telefonämter unter.
Das Postamt war mit einem unterirdischen Tunnel mit dem schräg gegenüberliegenden Hauptbahnhof verbunden. Von diesem Tunnel wurde das tonnenschwere Teilstück unter dem Willy-Brandt-Platz Anfang 2023 im Zuge des Umbaus des einstigen Kaufhofgebäudes zum Königshof entfernt. Einen weiteren Posttunnel gibt es unter der Straße An der Reichsbank nördlich der Gebäudedurchfahrt zur Hachestraße. Sein Bau wurde am 18. Februar 1922 von der Stadt Essen als Eigentümerin der Straße dem Deutschen Reich als Träger der Reichspost genehmigt. Dieser Tunnel war Teil der Planung einer unterirdischen Packanlage. Derzeit (Stand: 2023) wird gerichtlich geklärt, wer heute Eigentümer ist, denn an dem heute maroden Tunnel sind nicht unerhebliche Arbeiten notwendig, um die Verkehrssicherheit zu gewährleisten.
Im März 1920 spielte sich im Postgebäude ein Teil des Ruhraufstandes ab, indem die Rote Ruhrarmee das Gebäude stürmte, das von Angehörigen der Reichswehr und der Freikorps verteidigt worden war.

Bedingt durch den rapiden Bevölkerungsanstieg der Stadt zu Anfang des 20. Jahrhunderts, hauptsächlich durch Zuwanderungen von Arbeitern für den Bergbau und die kruppsche Stahlindustrie, war das Gebäude rasch zu klein geworden. Daraufhin beschloss die Oberpostdirektion Düsseldorf Anfang der 1920er Jahre einen Neubau. 1932, als der letzte Bauabschnitt in Angriff genommen wurde, wurde das alte Postamt abgerissen.

### Hauptpostgebäude heute
Das heutige, im Januar 1933 eröffnete Postgebäude steht etwa acht bzw. vierzehn Meter nach hinten versetzt gegenüber seinem Vorgängerbau. So entstand, vom Essener Hauptbahnhof aus gesehen, ein repräsentativer Eingangsbereich zur Innenstadt, seit 1994 Willy-Brandt-Platz genannt und erst seitdem Fußgängerzone. Dieser Platz ist gesäumt von der Post und einem Kaufhaus im Westen, dem Eickhaus im Norden und dem Hotel Handelshof im Osten. Das Postgebäude entstand in den Jahren 1924 bis 1933 in einzelnen Bauabschnitten und wurde vom Architekten Hoeltz mit einer Fassade aus Klinkern und Kalksteinen als Gegenstück zur Börse, dem heutigen Haus der Technik, entworfen. Die Einfahrt zur Straße An der Reichsbank, die ins alte Essener Bankenviertel führt, ist von einem gedrückten Spitzbogen überbaut.
Der Stil der ersten beiden Bauabschnitte mit Ziegelsteinfassade wurde schon damals als nicht mehr zeitgemäß kritisiert. Daraufhin entwarf der Architekt Lindemann in den Jahren 1930 und 1931 den dritten Bauabschnitt im Stil der Neuen Sachlichkeit mit einer Muschelkalk-Werksteinfassade, der den langgestreckten Baukörper an der Hachestraße zum heutigen Willy-Brandt-Platz hin abschloss und im Januar 1933 eröffnet wurde. Der gesamte Gebäudekomplex wurde im Zweiten Weltkrieg schwer beschädigt und in den 1950er Jahren wiederaufgebaut.
Das Gebäude steht seit 1988 unter Denkmalschutz, dementsprechend wurden bis zum Sommer 2009 alle rund 440 Holzfenster saniert.

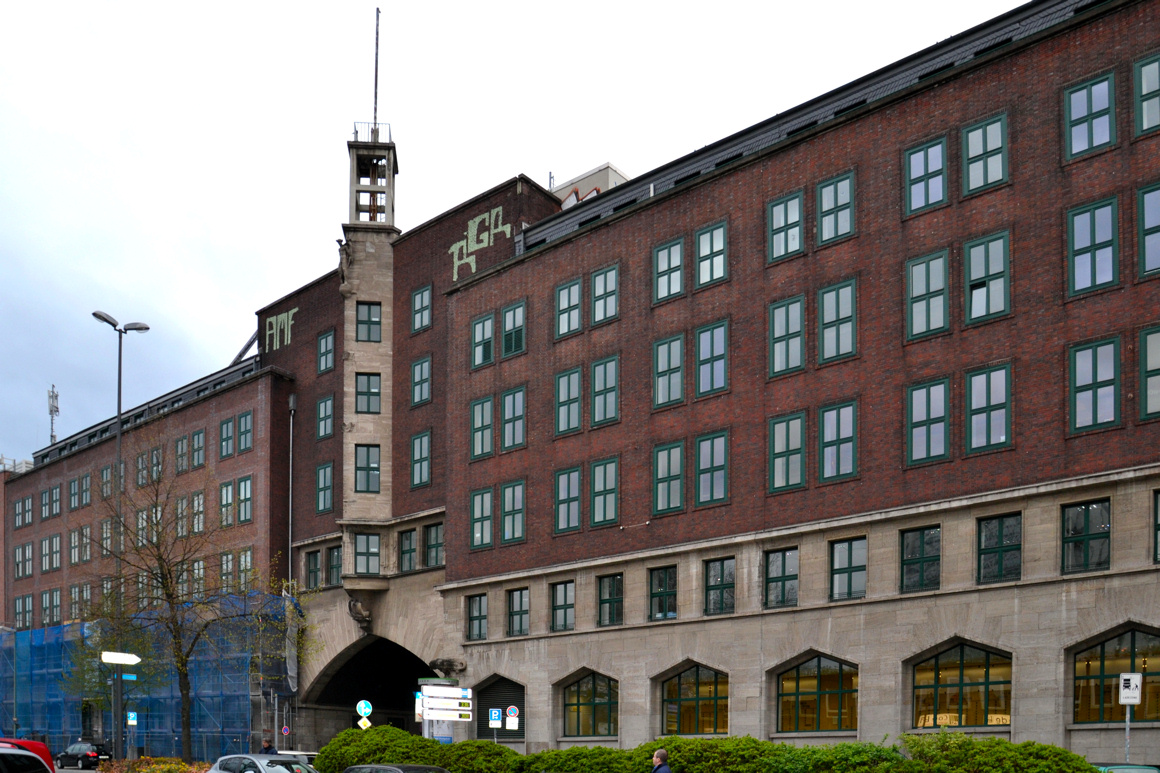
Westflügel von Hoeltz (1924–1933)
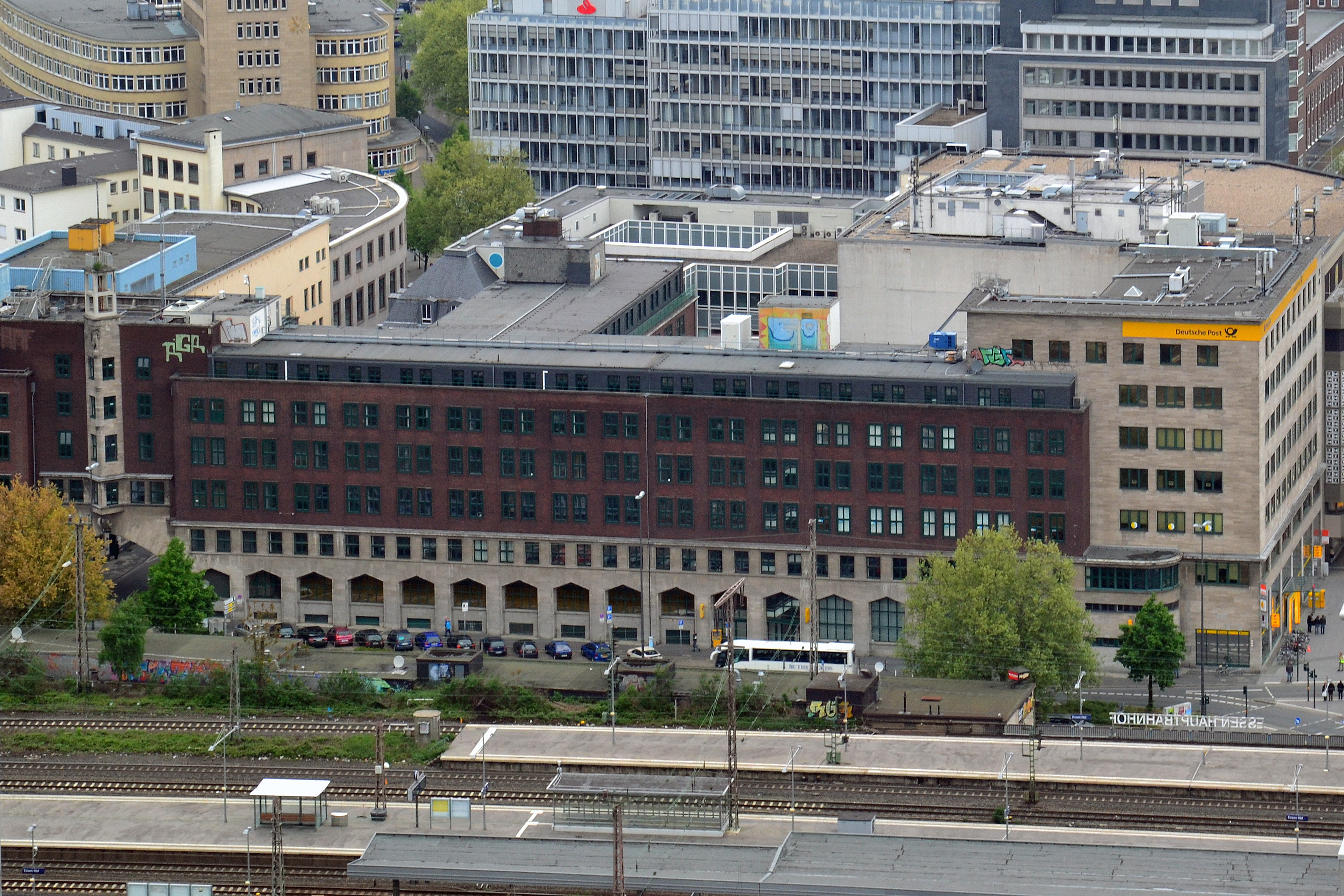
Südansicht